# Leela Chess Zero
Leela Chess Zero (Lc0) – komputerowy program szachowy, którego autorami są Gary Linscott, Alexander Lyashuk i inni. Program upowszechniony na licencji wolnego oprogramowania. Kod programu powstał na podstawie niekompletnych informacji o AlphaZero, częściowo utajnionym projekcie DeepMind.
Na przełomie 2018 i 2019 roku, po zaledwie 10 miesiącach rozwoju, Lc0 stało się drugim co do siły gry programem szachowym na świecie, ustępując jedynie Stockfishowi. Do sprawnego działania Leeli niezbędny jest procesor graficzny.